# Liste der Biografien/Mala
Liste der Biografien |
Portal Biografien |
Personensuche
# |
A |
B |
C |
D |
E |
F |
G |
H |
I |
J |
K |
L |
M |
N |
O |
P |
Q |
R |
S |
T |
U |
V |
W |
X |
Y |
Z |
?
 
Ma |
Mb |
Mc |
Md |
Me |
Mf |
Mg |
Mh |
Mi |
Mj |
Mk |
Ml |
Mm |
Mn |
Mo |
Mp |
Mq |
Mr |
Ms |
Mt |
Mu |
Mv |
Mw |
Mx |
My |
Mz
 
Maa |
Mab |
Mac |
Mad |
Mae |
Maf |
Mag |
Mah |
Mai |
Maj |
Mak |
Mal |
Mam |
Man |
Mao |
Map |
Maq |
Mar |
Mas |
Mat |
Mau |
Mav |
Maw |
Max |
May |
Maz
 
Mala |
Malb |
Malc |
Mald |
Male |
Malf |
Malg |
Malh |
Mali |
Malj |
Malk |
Mall |
Malm |
Maln |
Malo |
Malp |
Malq |
Malr |
Mals |
Malt |
Malu |
Malv |
Malw |
Maly |
Malz
Die Liste der Biografien führt alle Personen auf, die in der deutschsprachigen Wikipedia einen Artikel haben. Dieses ist eine Teilliste mit 215 Einträgen von Personen, deren Namen mit den Buchstaben „Mala“ beginnt.

## Mala
- Malá, Dana (* 1959), tschechische Badmintonspielerin
- Mala, Esat (* 1998), albanischer Fußballspieler
- Mala, Ljubow (1919–2003), ukrainische Medizinerin
- Mala, Matthias (* 1950), deutscher Autor und Künstler
- Mala, Noël (1901–1964), kongolesischer Geistlicher, römisch-katholischer Bischof von Kasongo
- Malá, Veronika (* 1994), tschechische Handballspielerin
- Mala-Reiwald, Hilde (1895–1993), deutsch-schweizerische Künstlerin

### Malab
- Malabarba, Germana (1913–2002), italienische Turnerin
- Malabave, Henri (* 1950), französischer Fußballspieler
- Malabo Bioko, Cristino Seriche († 2024), Premierminister von Äquatorialguinea
- Malabou, Catherine (* 1959), französische Philosophin
- Malabranca Orsini, Latino († 1294), römischer Adliger, italienischer Kardinal und Neffe von Papst Nikolaus III.
- Malabrocca, Luigi (1920–2006), italienischer Radrennfahrer
- Malaby, Tony (* 1964), US-amerikanischer Jazz-Saxophonist

### Malac
- Malacarne, Davide (* 1987), italienischer Radrennfahrer
- Malacarne, Gaël (* 1986), französischer Straßenradrennfahrer
- Malach, Bob (* 1954), amerikanischer Jazzsaxophonist
- Malachatko, Wadym (1977–2023), ukrainischer Schachspieler
- Malachbekow, Raimkul Chudoinasarowitsch (* 1974), russischer Boxer
- Malachi, Eliezer Raphael (1895–1980), US-amerikanischer hebräischsprachiger Bibliograph
- Malachi, John (1919–1987), US-amerikanischer Jazzpianist und Arrangeur
- Malachi, Kai (* 1992), israelischer Eishockeyspieler
- Malachias († 1148), christlicher Heiliger, Erzbischof von Armagh
- Malachias, Ioannis (1876–1958), griechischer Arzt und Politiker
- Malachinski, Paul (1885–1971), deutscher Politiker (KPD/SED)
- Malachovsky, Alexander (1922–1989), ungarisch-deutscher Schauspieler, Hörspielsprecher und -Regisseur
- Malachow von Malachowski, Hyazinth (1712–1745), preußischer Oberst, Chef des Husarenregiments Nr. 3
- Malachow von Malachowski, Paul Joseph (1713–1775), preußischer Generalleutnant, Chef des Husarenregiments „von Malachowski“
- Malachow, Andrei Nikolajewitsch (* 1972), russischer FernsehmoderatorAndrei Nikolajewitsch Malachow (* 1972)

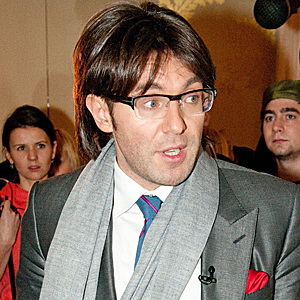
Andrei Nikolajewitsch Malachow (* 1972)

- Malachow, Michail Pawlowitsch (1781–1842), russischer Architekt des Klassizismus
- Malachow, Wladimir (* 1958), sowjetischer Radrennfahrer
- Malachow, Wladimir Igorewitsch (* 1968), russischer Eishockeyspieler
- Malachow, Wladimir Nailjewitsch (* 1980), russischer Großmeister im Schach
- Malachowa-Schischkina, Swetlana (* 1977), kasachische Skilangläuferin
- Malachowski und Griffa, Karl von (1783–1844), preußischer Generalleutnant, Kommandant von Glatz
- Malachowski und Griffa, Wilhelm von (1815–1872), preußischer Generalmajor und Kommandeur der 21. Infanterie-Brigade
- Małachowski, Adrian (* 1998), polnischer Fußballspieler
- Małachowski, Aleksander (1924–2004), polnischer Politiker, Mitglied des Sejm
- Malachowski, Bronislaw Bronislawowitsch (1902–1937), sowjetischer Architekt, Karikaturist und Illustrator
- Malachowski, Bronislaw Sigismundowitsch (1867–1934), russisch-sowjetischer Eisenbahningenieur
- Małachowski, Jan (1623–1699), polnischer Geistlicher
- Małachowski, Kazimierz (1765–1845), polnischer General
- Malachowski, Nicole (* 1974), US-amerikanische Pilotin und erstes weibliches Mitglied der „USAF Thunderbirds“
- Małachowski, Piotr (* 1983), polnischer Diskuswerfer
- Małachowski, Stanisław (1736–1809), polnischer Abgeordneter, Mitglied des Sejm und Staatsmann
- Malachowski, Wladimir Filippowitsch (1894–1940), russischer Historiker und Revolutionär
- Malachowski-Nauen, Marie von (1880–1943), deutsche Malerin des Expressionismus
- Malacia, Tyrell (* 1999), niederländischer Fußballspieler
- Malacinski, Annika (* 2001), US-amerikanische Nordische Kombiniererin
- Malacinski, Niklas (* 2003), US-amerikanischer Nordischer Kombinierer
- Malack, Veronic, gambische Fußballspielerin
- Maláčová, Jana (* 1981), tschechische Beamtin und Politikerin
- Maláčová, Romana (* 1987), tschechische Stabhochspringerin

### Malad
- Malade, Theo (1869–1944), deutscher Arzt und Schriftsteller

### Malae
- Malaei, Nazanin (* 1992), iranische Ruderin
- Mălăele, Horațiu (* 1952), rumänischer Karikaturist, Schauspieler und Regisseur
- Mălăescu, Daria Ștefania (* 2005), rumänische Tennisspielerin

### Malaf
- Malafejew, Wjatscheslaw Alexandrowitsch (* 1979), russischer Fußballspieler

### Malag
- Maląg, Marlena (* 1964), polnische Politikerin und Pädagogin
- Málaga de Prado, Clorinda (1905–1993), peruanische First Lady, zweite Ehefrau des Präsidenten Manuel Prado
- Malagavazzo, Coriolano († 1599), italienischer Maler und Zeichner
- Malagitsch, Emina Assimowna (* 1995), russische Shorttrackerin
- Malagnac d’Argens de Villele, Alain-Philippe (1951–2000), französischer Filmschauspieler und Kunstsammler
- Malagò, Giovanni (* 1959), italienischer Sportfunktionär
- Malagodi, Giovanni (1904–1991), italienischer Politiker (PLI), Mitglied der Camera dei deputati
- Malagola, Amilcare (1840–1895), italienischer Geistlicher, Erzbischof von Fermo und Kardinal
- Malagón Amate, Alberto (* 1988), spanischer Fußballspieler
- Malagón, Luis (* 1997), mexikanischer Fußballtorhüter
- Malagrida i Fontanet, Manuel (1864–1946), katalanischer Tabakwarenfabrikant
- Malagurski, Boris (* 1988), serbisch-kanadischer Filmregisseur, Produzent und Drehbuchautor
- Malaguti, Alessandro (* 1987), italienischer Radrennfahrer
- Malaguti, Ugo (1945–2021), italienischer Science-Fiction-Autor, -Herausgeber, -Verleger und Übersetzer
- Malaguzzi, Loris (1920–1994), italienischer Pädagoge

### Malah
- Malahide, Patrick (* 1945), britischer SchauspielerPatrick Malahide (* 1945)

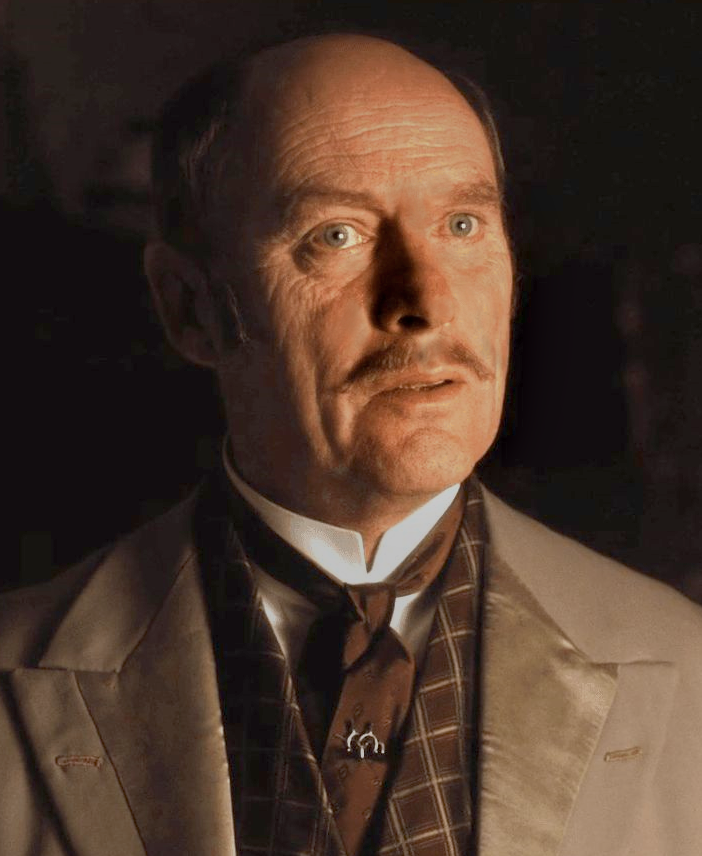
Patrick Malahide (* 1945)

### Malai
- Malai, Nick (* 1987), albanischer Poolbillardspieler
- Malaika, Laura (* 1990), deutsche Skeletonsportlerin
- Mala'ika, Nazik al- (1922–2007), irakische Dichterin
- Mălaimare, Mihai (* 1950), rumänischer Schauspieler und Politiker
- Mălaimare, Mihai Junior (* 1975), rumänischer Kameramann
- Malaisé, Eugen von (1835–1915), bayerischer General der Artillerie
- Malaisé, Ferdinand von (1806–1892), bayerischer Generalleutnant, Erzieher von König Ludwig III. und dessen Bruder Leopold von BayernFerdinand von Malaisé (1806–1892)

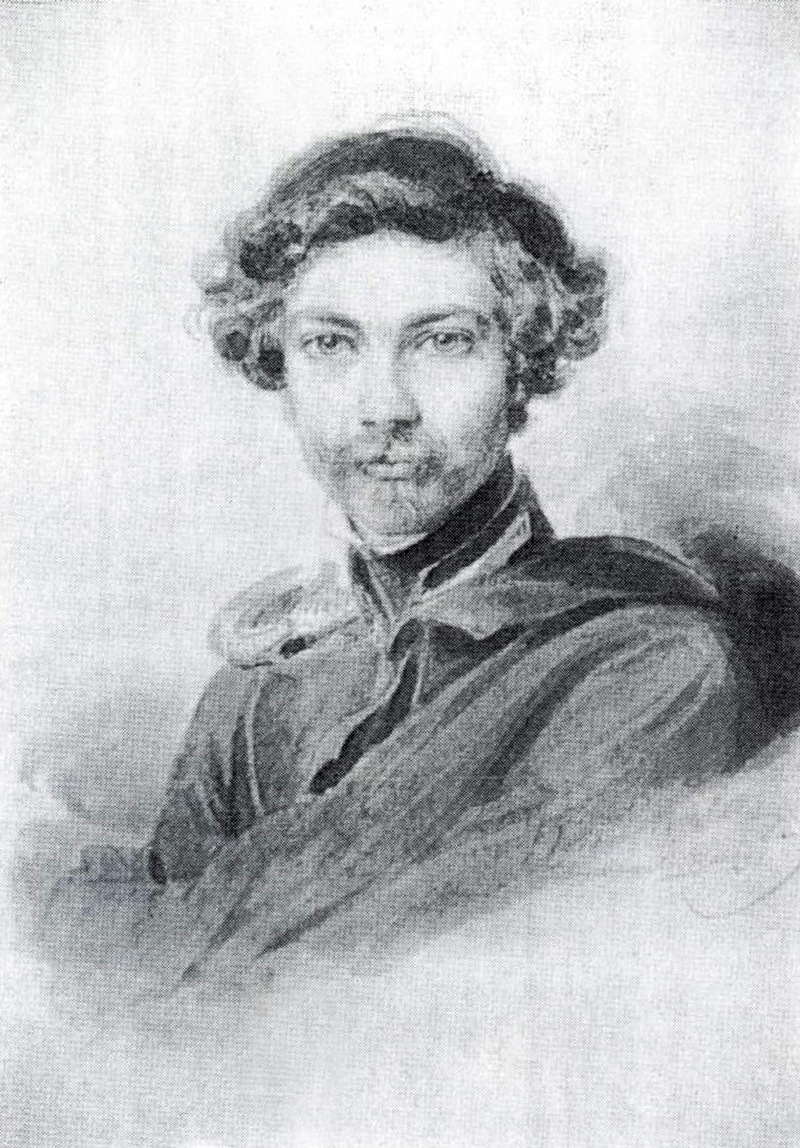
Ferdinand von Malaisé (1806–1892)

- Malaise, René (1892–1978), schwedischer Entomologe und Reiseschriftsteller

### Malaj
- Malaj, Dedë († 1959), römisch-katholischer Priester und Märtyrer
- Malaj, Maksim (* 1958), albanischer Generalmajor
- Malaj, Sonila (* 1981), albanische Pop-Sängerin

### Malak
- Malak, Hedaya (* 1993), ägyptische Taekwondoin
- Malák, Michal (* 1980), slowakischer Skilangläufer
- Malak, Waldemar (1970–1992), polnischer Gewichtheber
- Malaka, Bernward (* 1962), deutscher Musiker, Internet-Unternehmer und Medienberater
- Malaka, Tan (1897–1949), indonesischer Lehrer und Schriftsteller, kommunistischer Philosoph, antikolonialer Aktivist
- Malakauskas, Povilas (* 1955), litauischer Politiker
- Malakhau, Alexej (* 1982), belarussischer Jazzmusiker (Saxophon, Komposition)
- Malakhov, Vladimir (* 1968), ukrainisch-österreichischer Tänzer, Choreograf und Ballett-Intendant
- Malakian, Daron (* 1975), US-amerikanischer GitarristDaron Malakian (* 1975)

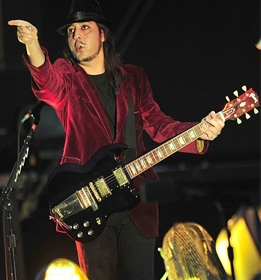
Daron Malakian (* 1975)

- Malakian, Vartan (* 1947), armenisch-US-amerikanischer Künstler
- Malakow, Ilja Sergejewitsch (* 1990), russischer Schauspieler
- Malakul Lane, Sara (* 1982), US-amerikanische Schauspielerin und Model britisch-thailändischer Herkunft
- Malakuti, Moslem (1923–2014), schiitischer Geistlicher im Rang eines Großayatollahs
- Malakzay, Akram, afghanischer Arzt, Übersetzer und Lexikograf

### Malam
- Malam, Auwalu Ali (* 2001), nigerianischer Fußballspieler
- Malama, Jakow Dmitrijewitsch (1841–1913), russischer General
- Malama, Peter (1960–2012), Schweizer Politiker (FDP)
- Malamat, Abraham (1922–2010), israelischer Historiker
- Malambri, Rick (* 1982), US-amerikanischer Schauspieler, Tänzer und Model
- Malament, David B. (* 1947), US-amerikanischer Philosoph
- Malamir († 836), Khan der Bulgaren (831–836)
- Malamud, Bernard (1914–1986), US-amerikanischer Schriftsteller
- Malamud, Tosia (1923–2008), ukrainisch-mexikanische Bildhauerin

### Malan
- Malan, Adolph (1910–1963), südafrikanischer Kampfpilot in der britischen Royal Air Force (RAF)
- Malan, Andries (* 1994), südafrikanischer Badmintonspieler
- Malan, Antônio (1862–1931), italienischer Ordensgeistlicher, Missionar und römisch-katholischer Bischof von Petrolina
- Malan, César (1787–1864), Lehrer, reformierter Pfarrer und Komponist
- Malán, Cristian (* 1992), uruguayischer Fußballspieler
- Malan, Daniel François (1874–1959), Premierminister Südafrikas und Mitglied der Nasionale PartyDaniel François Malan (1874–1959)

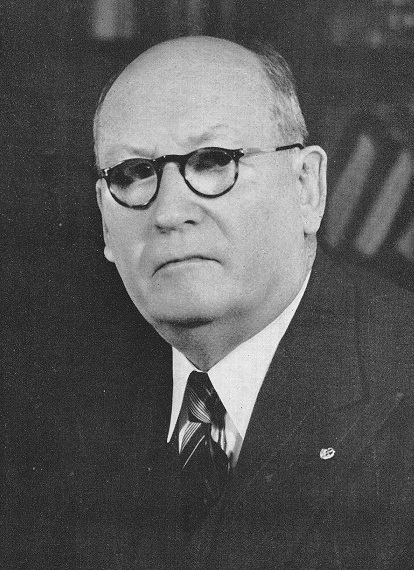
Daniel François Malan (1874–1959)

- Malan, Dawid (* 1987), englischer Cricketspieler
- Malan, Giorgio (* 2000), italienischer Pentathlet
- Malán, Gonzalo (* 1988), uruguayischer Fußballspieler
- Malan, Magnus (1930–2011), südafrikanischer Militär und Politiker
- Malán, Matías (* 1993), uruguayischer Fußballspieler
- Malan, Pedro (* 1943), brasilianischer Ökonom und Politiker
- Malan, Rian (* 1954), südafrikanischer Journalist und Autor
- Malancharuvil, Cyril Baselios (1935–2007), indischer Geistlicher, Oberhaupt der mit Rom unierten Syro-malankarischen Kirche
- Malanczuk, Volodymyr (1904–1990), ukrainischer Geistlicher, Apostolischer Exarch von Frankreich
- Malanda, Guslagie (* 1990), französische Schauspielerin
- Malanda, Junior (1994–2015), belgischer FußballspielerJunior Malanda (1994–2015)

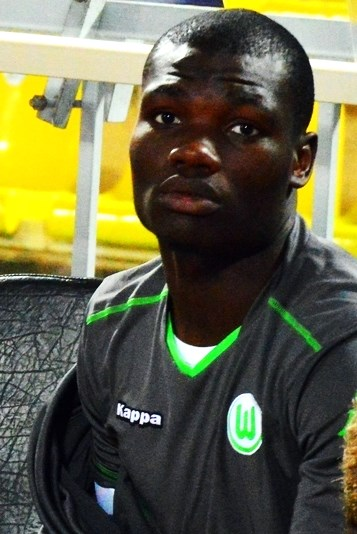
Junior Malanda (1994–2015)

- Malandin, German Kapitonowitsch (1894–1961), sowjetischer Armeegeneral
- Malandrakis, Spiro (* 1982), kanadischer Schauspieler und Synchronsprecher
- Malandrino, Giuseppe (1931–2025), italienischer römisch-katholischer Geistlicher, Bischof von Noto
- Malanga, Gerard (* 1943), US-amerikanischer Schriftsteller, Fotograf und Filmemacher
- Malanga, Jarzinho (* 2006), deutscher Fußballspieler
- Malangi, David (1927–1998), australischer Maler der Aborigines
- Malangré, Heinz (1930–2017), deutscher Manager und Autor
- Malangré, Johanna (* 1989), deutsche Dirigentin
- Malangré, Kurt (1934–2018), deutscher Politiker (CDU), Bürgermeister von Aachen, MdEP
- Malangré, Nicole (* 1970), deutsche Musicalsängerin
- Malani, Nalini (* 1946), indische Malerin und Videokünstlerin
- Malanima, Nada (* 1953), italienische Sängerin
- Malanima, Paolo (* 1950), italienischer Wirtschaftshistoriker
- Malaniuk, Ira (1919–2009), österreichische Opernsängerin (Alt)
- Malaniuk, Wilhelm (1906–1965), österreichischer Jurist
- Malanjuk, Jewhen (1897–1968), ukrainischer Dichter, Journalist, Essayist, Literatur- und Kunstkritiker, Übersetzer und Offizier
- Malanjuk, Wolodymyr (1957–2017), ukrainischer Schachgroßmeister
- Malanotti, Franz, tirolerischer Politiker und Diplomat
- Malanowicz, Zygmunt (1938–2021), polnischer Schauspieler, Regisseur und Drehbuchautor

### Malap
- Malaparte, Curzio (1898–1957), italienischer Schriftsteller und Journalist deutscher AbstammungCurzio Malaparte (1898–1957)

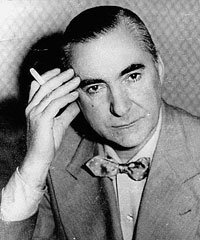
Curzio Malaparte (1898–1957)

- Malapert, Charles (1581–1630), Jesuit, Mathematiker und Astronom der Spanischen Niederlande
- Malapert-Neufville, Adolph von (1787–1862), Amtmann, Abgeordneter, Regierungsdirektor im Herzogtum Nassau
- Malapert-Neufville, Friedrich Philipp Wilhelm von (1784–1852), deutscher Jurist und Politiker
- Malapert-Neufville, Robert-Georg von (1912–1942), deutscher Offizier, zuletzt Hauptmann der deutschen Luftwaffe
- Malaponti, Claudio (* 1968), italienischer Filmregisseur und Drehbuchautor
- Malaprade, Léon (1903–1982), französischer Chemiker

### Malar
- Malär, Andrea (* 1947), Schweizer Bildhauer
- Malár, Augustín (1894–1945), slowakischer General
- Malär, Delio (* 1992), Schweizer Theater- und Filmschauspieler, Musiker und Autor
- Malar, Joanne (* 1975), kanadische Schwimmerin
- Malarchuk, Clint (* 1961), kanadischer Eishockeytorwart
- Malard, Melvine (* 2000), französische Fußballspielerin
- Malardot, Eugène Gonzalve (1832–1871), französischer Maler, Radierer und Fotograf
- Malarich, hoher Offizier des Römischen Reiches
- Malarina (* 1990), serbisch-österreichische Kabarettistin
- Malarkey, Donald (1921–2017), US-amerikanischer Fallschirmjäger
- Malarkey, Michael (* 1983), US-amerikanischer Schauspieler und Singer-SongwriterMichael Malarkey (* 1983)

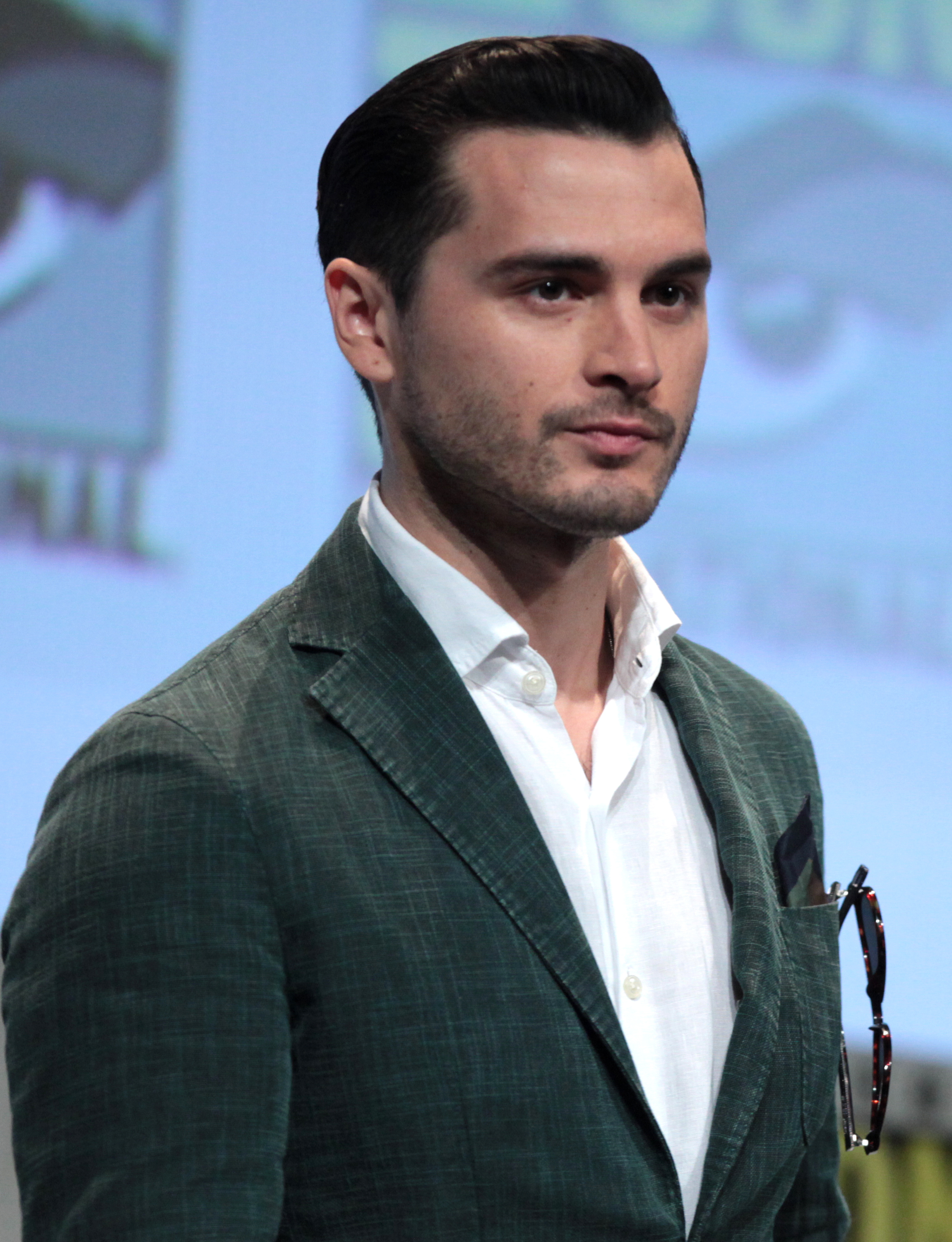
Michael Malarkey (* 1983)

- Malary, Guy (1943–1993), haitianischer Politiker und Justizminister
- Malarz, Arkadiusz (* 1980), polnischer Fußballtorhüter

### Malas
- Malas, Khaled (* 1981), syrischer Architekt und Kunsthistoriker
- Malašauskas, Raimundas (* 1973), litauischer Kurator und Autor
- Malaschenko, Alexei Wsewolodowitsch (* 1951), russischer Islamwissenschaftler, Politikwissenschaftler und Hochschullehrer
- Malaschenko, Jelisaweta Wjatscheslawowna (* 1996), russische Handballspielerin
- Malašinskas, Aidenas (* 1986), litauischer Handballspieler
- Malasiński, Tomasz (* 1986), polnischer Eishockeyspieler
- Malaska, Sanna (* 1983), finnische Fußballspielerin
- Malasomma, Nunzio (1894–1974), italienischer Filmregisseur
- Malaspina di Carbonara, Obizzo (1855–1933), italienischer Diplomat und Politiker, Gesandter Argentinien, Paraguay, Uruguay und im Osmanischen Reich sowie Senator
- Malaspina di Mulazzo, Alessandro (1754–1810), italienischer Adliger und Seefahrer in spanischen Diensten
- Malaspina, Eduardo (* 1967), brasilianischer römisch-katholischer Geistlicher und Bischof von Itapeva
- Malaspina, Luciano (1922–1979), italienischer Dokumentarfilmer und Journalist
- Malaspina, Michele (1908–1979), italienischer Schauspieler
- Malassez, Louis-Charles (1842–1909), französischer Mediziner
- Malastów, Hugo Martiny von (1860–1940), österreichischer Offizier

### Malat
- Malate, Belmiro José, mosambikanischer Diplomat
- Malaterre, Bernard, französischer Schauspieler und Regisseur
- Malaterre-Sellier, Germaine (1889–1967), französische Krankenschwester, Feministin, progressive Katholikin und Pazifistin
- Malatesta, Andrea (1373–1416), Kondottiere, Herr von Cesena
- Malatesta, Battista (1384–1448), Dichterin und Philosophin
- Malatesta, Errico (1853–1932), italienischer Anarchist, Mitbegründer der anarchistischen Bewegung in ItalienErrico Malatesta (1853–1932)

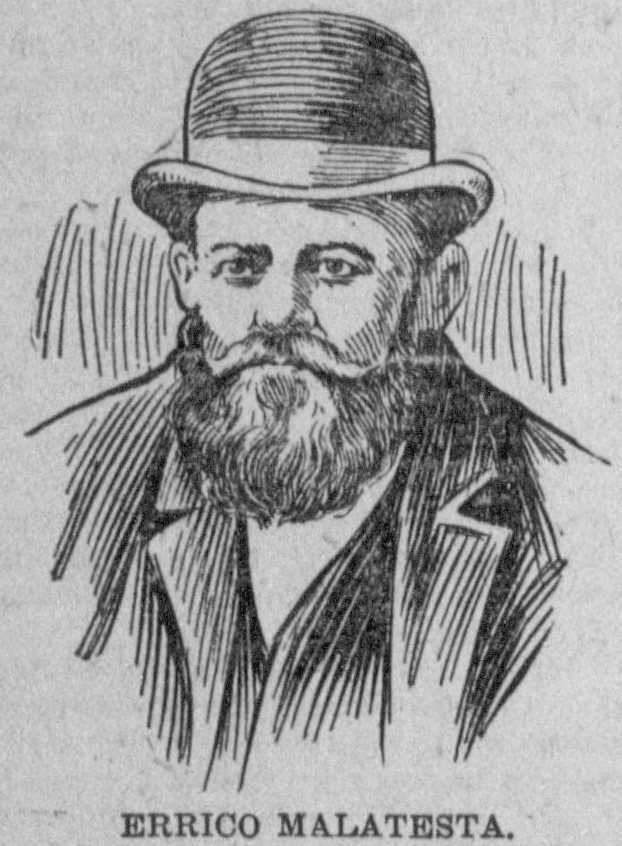
Errico Malatesta (1853–1932)

- Malatesta, Francesco (1907–1986), italienischer Radrennfahrer
- Malatesta, Guido (1919–1970), italienischer Filmregisseur und Drehbuchautor
- Malatesta, Novello (1418–1465), italienischer Condottiere
- Malatesta, Pandolfo III. (1370–1427), Herr von Fano, Brescia und Bergamo
- Malatesta, Pandolfo IV. (1475–1534), italienischer Adliger und Condottiere, Herr von Rimini
- Malatesta, Parisina (1404–1425), italienische Adelige aus dem Haus der Malatesta von Rimini
- Malatesta, Sigismondo (1417–1468), italienischer Condottiere, Dichter und Kunstmäzen
- Malathounis, Joannis (* 1963), deutscher Koch
- Malatini, Julián (* 2001), argentinischer Fußballspieler
- Malatinský, Tomáš (* 1959), slowakischer Politiker
- Malato, Giusi (* 1971), italienische Wasserballspielerin
- Malato, José Carlos (* 1964), portugiesischer Fernseh- und Radiomoderator
- Malatrasi, Saul (* 1938), italienischer Fußballspieler und -trainer
- Malats i Miarons, Joaquim (1872–1912), katalanischer klassischer Pianist und Komponist
- Malatyalı Süleyman Pascha (1607–1687), Großwesir im osmanischen Reich

### Malau
- Malaud, Philippe (1925–2007), französischer Politiker, Mitglied der Nationalversammlung, MdEP und Minister
- Malaurie, Jean (1922–2024), französischer Geomorphologe, Ethnologe, Anthropologe und Eskimologe
- Malaurie, Philippe (1925–2020), französischer Jurist und Hochschullehrer

### Malav
- Malaval, Robert (1937–1980), französischer avantgardistischer Maler, Zeichner, Bildhauer und Reliefkünstler
- Malavasi, Mauro (* 1957), italienischer Sänger, Liedschreiber und Produzent
- Malavasi, Renato (1904–1998), italienischer Schauspieler
- Malavisi, Sonia (* 1994), italienische Stabhochspringerin
- Malaviya, Rajan R. (* 1938), indisch-deutscher Diplomat und Unternehmer
- Malavoy, Christophe (* 1952), französischer Schauspieler, Regisseur, Schriftsteller und Drehbuchautor

### Malaw
- Malawski, Artur (1904–1957), polnischer Komponist, Pädagoge und Dirigent
- Malawski, Shantelle (* 1986), kanadische Wrestlerin

### Malax
- Malaxa, Nicolae (1884–1965), rumänischer Ingenieur und Industrieller

### Malay
- Malay, Hasan (1948–2022), türkischer Epigraphiker und Althistoriker
- Malayil, Sibi (* 1956), indischer Filmregisseur des Malayalam-Films
- Malaythong, Khankham (* 1981), US-amerikanischer Badmintonspieler laotischer Herkunft